# Odkryv v Kravařích
Odkryv v Kravařích je národní přírodní památka  ve svahu Oldřišovského kopce v Opavské pahorkatině, jeden kilometr severozápadně od města Kravaře v okrese Opava. Důvodem ochrany je profil sálského zalednění, které zde zanechalo souvkové hlíny, štěrkopísky a souvky (malé bludné balvany). Území spravuje Agentura ochrany přírody a krajiny ČR – RP SCHKO Poodří.

## Historie
V prostoru chráněného území probíhala do sedmdesátých let dvacátého století těžbě písku a místní obyvatelé písek v nepatrném množství využívali také v následujících letech. Po skončení těžby pískovna sloužila k ukládání odpadu, který byl následně překryt vrstvou zeminy. Mimo chráněné území byl ukládán toxický odpad tvořený chemickými zemědělskými přípravky.
Chráněné území vyhlásil Okresní národní výbor Opava s účinností od 12. srpna 1966. V roce 1974 byla rozloha území a jeho ochranného pásma zvětšena, ale vzhledem ke ztrátě vyhlašovacího dokumentu byly roku 2010 hranice upraveny do podoby z roku 1966. V důsledku působení eroze se však mezitím stěna pískovny posunula směrem k severu a hlavní předmět ochrany, tj. stěna tzv. velkého odkryvu, se dostal mimo vlastní chráněné území.

## Přírodní poměry
Národní přírodní památka s rozlohou 1,8 hektarů leží v nadmořské výšce 250–275 metrů v katastrálním území Kravaře ve Slezsku v Opavské pahorkatině.

### Abiotické poměry
Předmětem ochrany v národní přírodní památce je souvrství kvartérních sedimentů s mocností až šedesáti metrů. V jeho podloží se nachází neogenní jíly. Na nich jsou uloženy glacifluviální štěrkopísky a till bazální morény elsterkého kontinentální ledovce. Další vrstvy tvoří fluviální písčité štěrkopísky uložené v chladné fázi holsteinského interglaciálu a sedimenty sálského zalednění. Nejsvrchnější vrstvou je spraš z doby viselského zalednění.

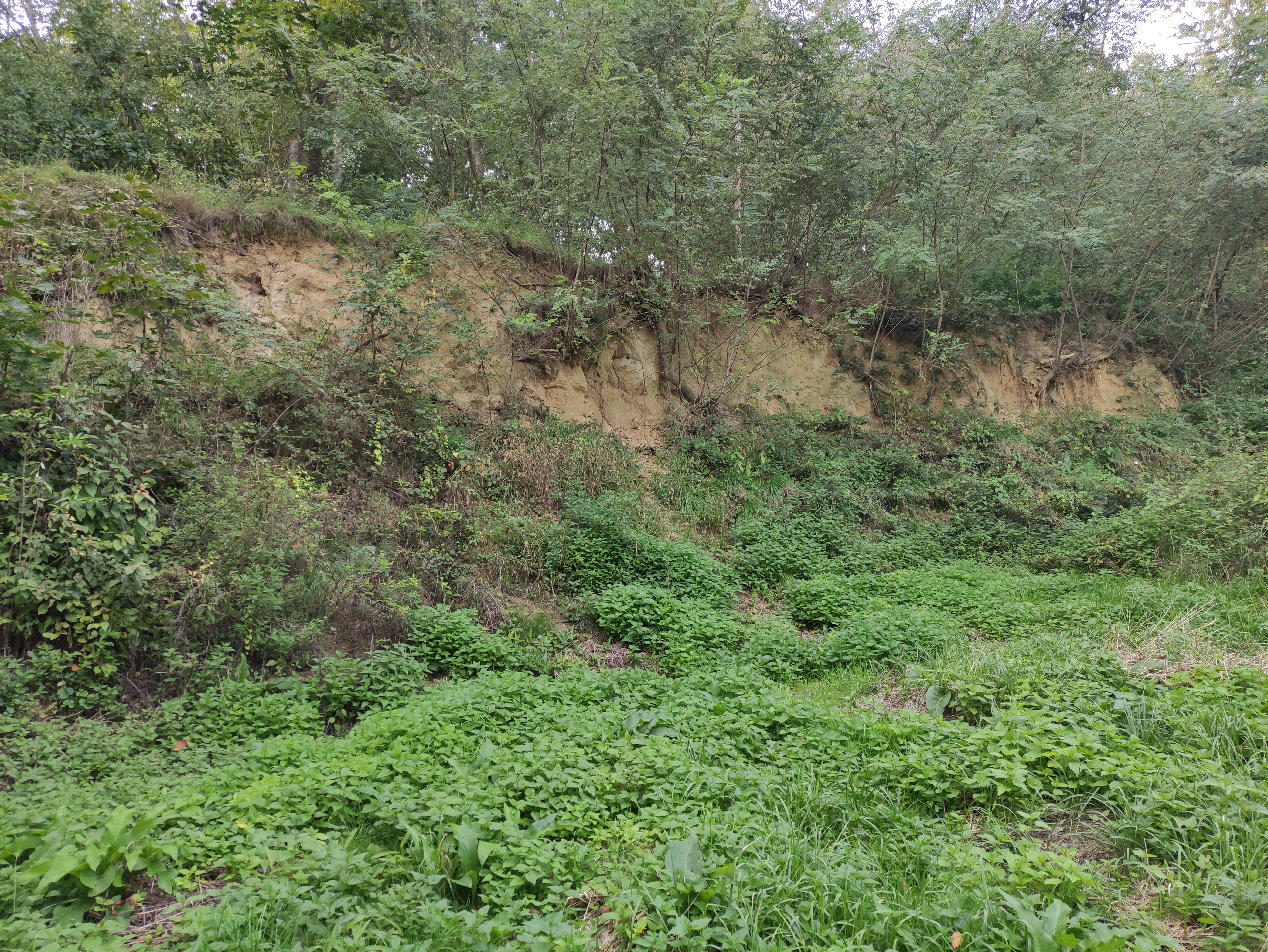
Odkryv v Kravařích

Severní stěna bývalé pískovny odkryla pozůstatek náporové čelní morény sálského zalednění. Tvoří ji hnědě až okrově zbarvený till, který uzavírá dvě kry rezavohnědého štěrkopísku, jež byly ledovcem vytrženy z místa vzniku a zabudovány do morény. Vzlínání hydroxidů železa způsobilo impregnaci ker limonitickou kůrou. V podloží štěrkopísků leží červenohnědý till se zvětralými souvky severských hornin (červená žula, porfyry, metamorfity, křídové pískovce, miocenní lignity, kvarcit, pazourek, rohovec). Nápadné jsou valouny křemene a místních hornin (droby, ortorula, čedič).
Souvrství jsou patrná na dvou místech. V tzv. velkém odkryvu v severní části národní přírodní památky lze pozorovat nejmladší vrstvy štěrkopísku, sprašových hlín a půdních horizontů. V tzv. malém odkryvu s rozměry asi 8 × 2 metrů jsou patrné okrově žluté tilly.
V geomorfologickém členění Česka přírodní památka leží v Opavské pahorkatině, konkrétně v podcelku Hlučínská pahorkatina a okrsku Kobeřická pahorkatina. V něm převažuje plochý periglaciální reliéf s plošinami, zaoblenými rozvodními hřbety a většinou suchými údolími. Území odvodňuje Chlebičovský potok, který je přítokem Opavy.
V rámci Quittovy klasifikace podnebí se národní přírodní památka nachází v mírně teplé oblasti MT10,  pro kterou jsou typické teploty −2 až −3 °C v lednu a 17 až 18 °C v červenci. Celkový roční úhrn srážek dosahuje 600–700 milimetrů. Letních dnů bývá čtyřicet až padesát, zatímco mrazových dnů 110–130. Sníh zde leží padesát až šedesát dnů v roce.

### Flóra
Plochu chráněného území tvoří především degradované mezofilní louky a suché širokolisté trávníky nebo plochy porostlé dřevinami. Záměrně zde byl vysazen dub letní a javor mléč, ale další druhy sem pronikly jako nálet pionýrských dřevin.

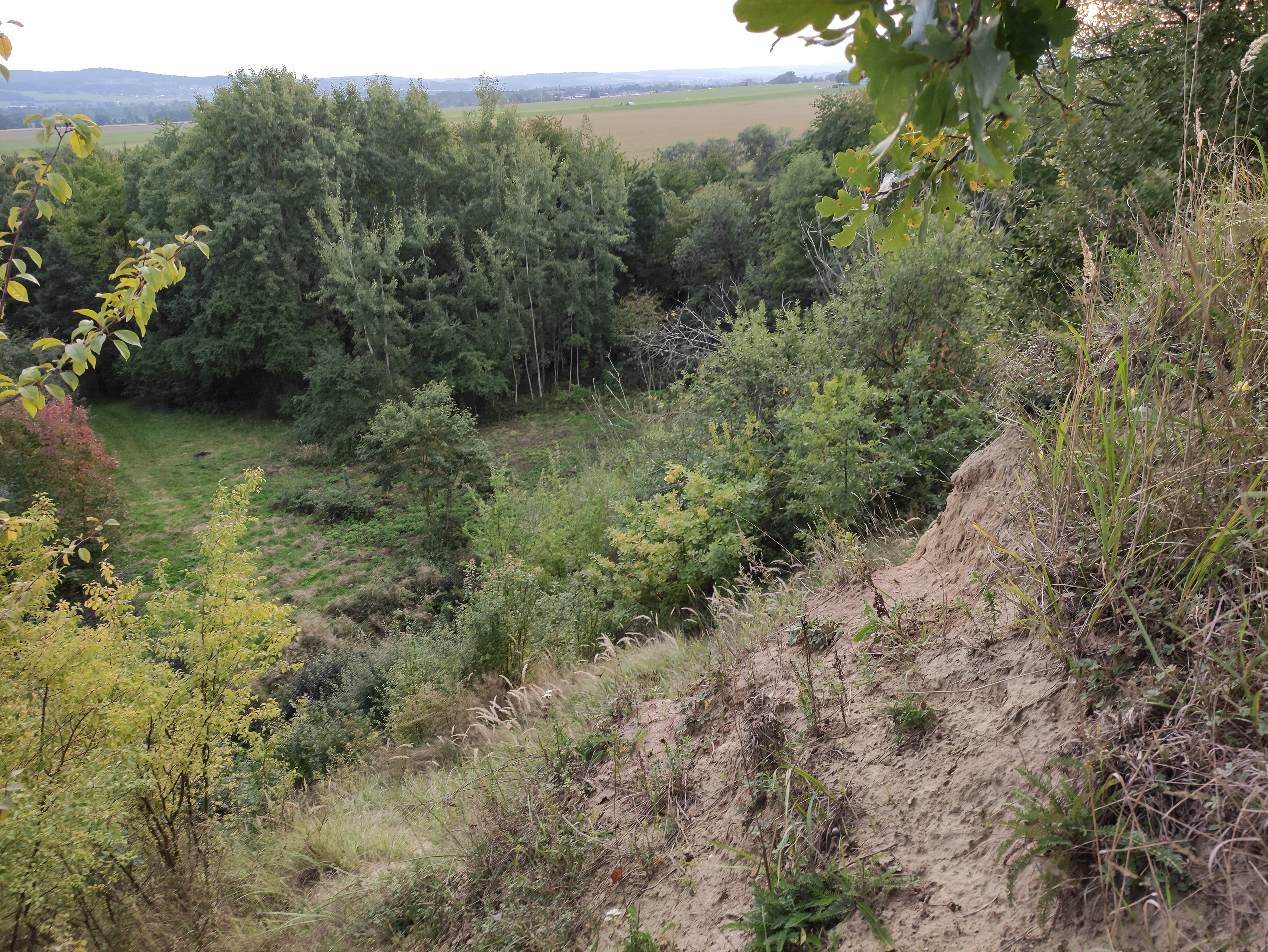
Odkryv v Kravařích

V širokolistých trávnících roste svízel povázka (Galium mollugo), hvozdík kartouzek (Dianthus carthusianorum) a písečnice douškolistá (Arenaria leptoclados). Na výhřevném substrátu se daří druhům jako je lipnice smáčknutá (Poa compressa), mrvka myší ocásek (Vulpia myuros), trojzubec poléhavý (Sieglingia decumbens), třezalka tečkovaná (Hypericum perforatum), hadinec obecný (Echium vulgare), jetel rolní (Trifolium arvense), řepík lékařský (Agrimonia eupatoria) nebo čičorka pestrá (Securigera varia).
I přes nárazové odstraňování náletových dřevin a ruderální vegetace se na řadě míst šíří zlatobýl kanadský (Solidago canadensis), pupalka dvouletá (Oenothera biennis), trnovník akát (Robinia pseudoacacia) a křídlatka japonská (Reynoutria japonica).

### Fauna
Ze zvláště ohrožených druhů živočichů byli v bývalé pískovně zaznamenáni silně ohrožení ohniváček černočárný (Lycaena dispar) a ještěrka obecná (Lacerta agilis).

## Přístup
Chráněné území je přístupné po odbočce ze zeleně značené turistické trasy z Kravař do Svobody.